# John Hagenbeck

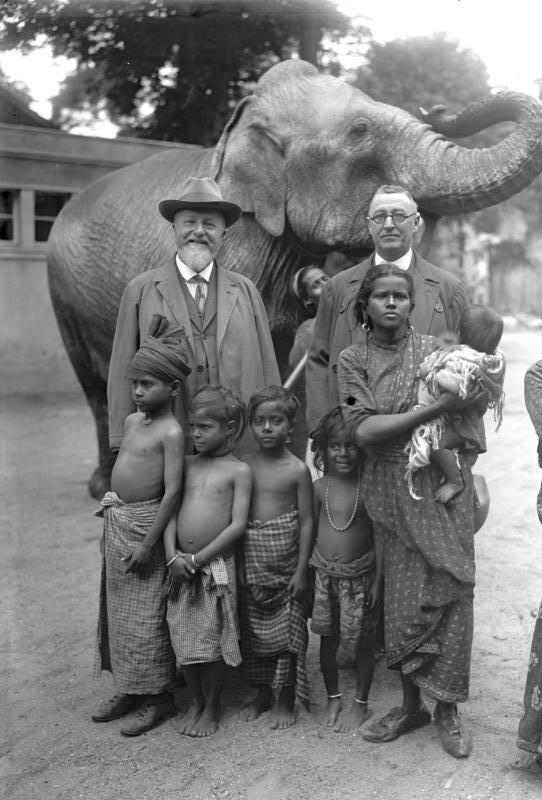
Ludwig Heck och John Hagenbeck, med okända aktörer från Sydasien, 1931.

John Hagenbeck, född 1866, död 1940, var en tysk affärsman, djurhandlare och plantageägare. Han var halvbror till Carl Hagenbeck och fungerade som dennes agent på Ceylon, där han odlade kakao, kokos och gummi. Han jagade, fångade och köpte upp djur på Ceylon, men även i Indien, på Java och Sumatra. Han var även inblandad i värvning av människor till människoutställningar (Völkerschau) i Europa, bl a singhaleser 1885.
1898 arrangerade John Hagenbeck tillsammans med sin helbror Gustaf  ”Carl Hagenbecks Indien”, ett stort jippo i Berlin där ett femtiotal indier bodde i "indiska hyddor", visade upp danser och hantverk, samt sålde produkter från Indien.
Under första världskriget blev John Hagenbeck tvungen att lämna Ceylon. Han fungerade då under en tid som direktör för familjens djurpark i Hamburg, efter Carl Hagenbecks bortgång. Han lämnade dock verksamheten redan 1918 för att öppna eget filmbolag. Under perioden 1919-1924 producerade han fjorton spelfilmer och nio korta animationer. Han har också skrivit flera böcker om sina äventyr i Asien.
John Hagenbeck dog ogift i ett krigsfångeläger i Colombo 1940.